# Atentado de Marrakech de 2011
El atentado de Marrakech de 2011 fue un atentado terrorista ocurrido el 28 de abril de 2011, en la ciudad de Marrakech, Marruecos. La explosión de una bomba colocada en una bolsa, destruyó el café Argana en la Plaza de Yamaa el Fna, un lugar turístico popular. Fallecieron 17 personas y al menos 25 personas resultaron heridas. La mayoría de los muertos eran turistas, entre ellos un grupo de estudiantes franceses.

## Víctimas

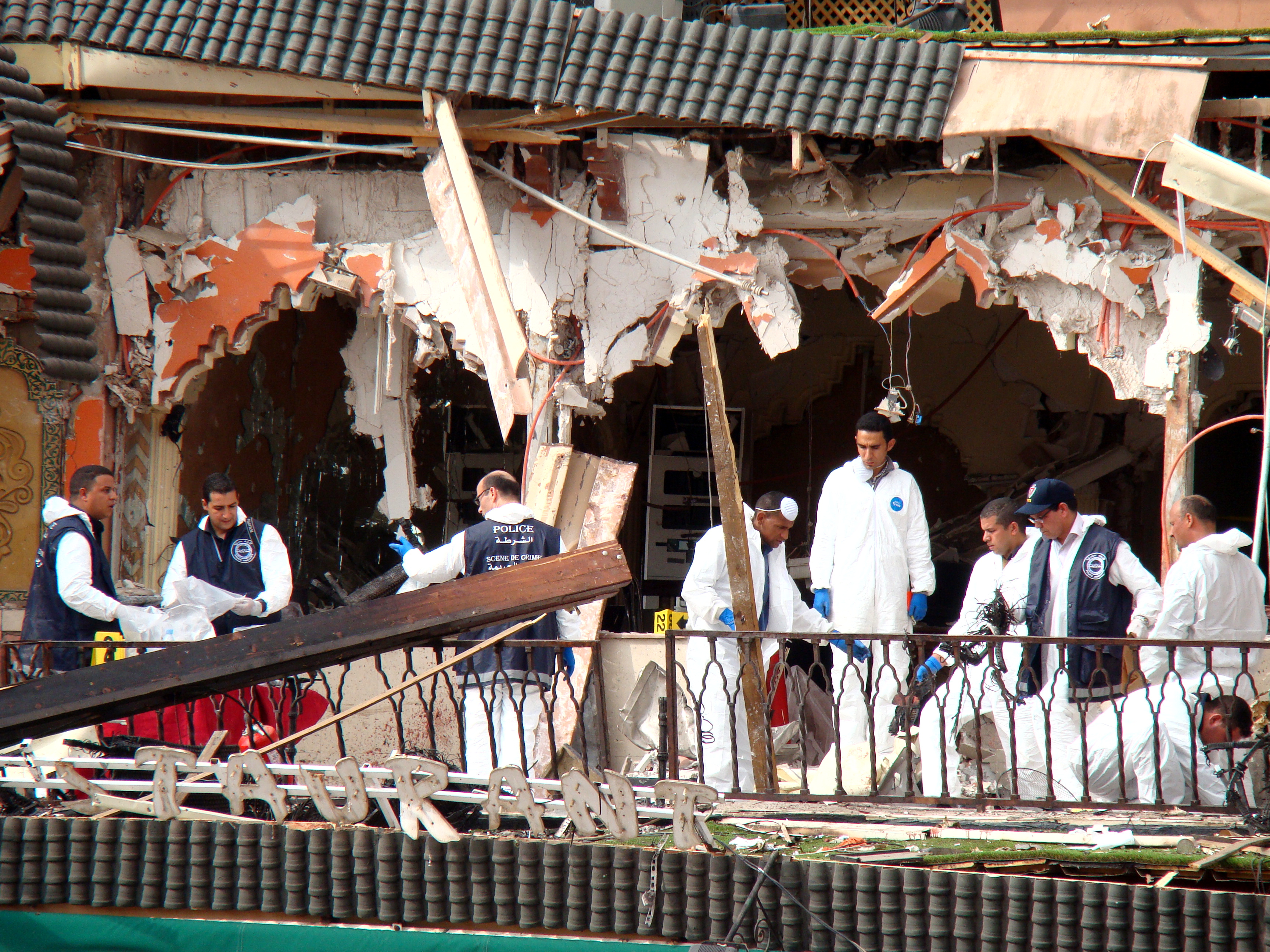
Policía investigando en el sitio horas más tarde.

17 personas murieron, de los cuales 14 murieron en el lugar, mientras que 3 más fueron reportados muertos al día siguiente. 25 personas resultaron heridas, cuatro de gravedad.
La policía investigó en el lugar un par de horas después de la explosión
Ocho ciudadanos franceses fueron asesinados, uno de ellos fue una niña de 10 años, originaria del norte de Francia. También perdieron la vida una israelí-canadiense, un británico, un holandés, un suizo y un portugués que vivía en Suiza. Además de estos ciudadanos extranjeros, murieron dos marroquíes. Uno de ellos era el marido de la israelí-canadiense asesinada.
Entre los heridos, 14 fueron hospitalizados y cuatro fueron repatriados a su país al día siguiente (dos suizos y dos rusos), mientras que otros abandonaron el hospital después de recibir la atención necesaria. Uno de los suizos más tarde murió en el hospital en Zúrich.

## Responsabilidad
Marruecos culpa a Al Qaeda del Magreb Islámico por el ataque. El grupo ha estado luchando contra una campaña insurgente desde 2002. Sin embargo, Al Qaeda negó su responsabilidad en la explosión. Existen diversos rumores que no han sido verificados, como por ejemplo, que se trataría de un complot del gobierno para apaciguar a los manifestantes durante la Primavera Árabe.
El 28 de octubre de 2011, en el tribunal de Rabat, Adel al-Othmani fue condenado a muerte por su participación en el atentado. Hakim Dah recibió una sentencia de cadena perpetua. A otras cuatro personas se les dieron cuatro años y tres recibieron una condena de dos años por su participación. Todos los acusados trataron de declararse no culpable y sobre la visita de una autoridad del Gobierno francés las condenas se aumentaron de 4 a 10 años y desde la cadena perpueta a la muerte. Los acusados se quejaron de que fueron condenados únicamente sobre la base de los testigos interrogados por la policía, mientras que a ninguno de los testigos de la defensa se les permitió declarar.

## Reacciones internacionales
- Armenia El presidente Serge Sarkisian envió sus condolencias al rey de Marruecos y expresó su apoyo "para encontrar a los culpables y llevarlos ante la justicia".[15]

- Francia condenó la explosión como "cruel y cobarde". Nicolas Sarkozy, el presidente francés, dijo: "con consternación del ataque terrorista". Alain Juppé, ministro de Asuntos Exteriores francés, criticó "este ataque terrorista bárbaro que nada puede justificar", llamando en un comunicado de "toda la luz que se ha derramado sobre este crimen repugnante, a los responsables que se encuentran, juzgados y castigados". Marine Le Pen, el eurodiputado francés y presidente del Frente Nacional, afirmó que el anuncio de la ejecución de Osama Bin Laden fue "una respuesta justa y adecuada a la muerte de las víctimas de Marrakech, que los franceses habían llorado por algunos días".[16]

- Alemania insistió en que el ataque "no debe detener el proceso de reforma que se ha iniciado en Marruecos", refiriéndose a la "primavera árabe".

- Estados Unidos La secretaria de Estado Hillary Clinton dijo que "Estados Unidos condena en los términos más enérgicos el ataque terrorista de hoy mató e hirió a personas inocentes en un café en Marrakech, Marruecos. Extendemos nuestro más sentido pésame a las víctimas de este ataque cobarde y estamos con el pueblo de Marruecos en este momento difícil".